# 山口めろん
山口 めろん（やまぐち めろん、11月4日、公表している年齢は「食べごろ期」）は、日本のタレント、シンガーソングライター。松竹芸能所属（2020年1月から）。かつては山口 水季（やまぐち みずき）の名義で女性アイドルグループ・怪傑!トロピカル丸（純情!トロピカル丸、青春!トロピカル丸）のメンバーであった。兵庫県豊岡市出身。日本大学芸術学部音楽学科ピアノコース卒業。
夫は漫画家の大石浩二。

## 来歴
2009年10月、大学1年の時友達の推薦応募でミス日芸コンテストに出場。
2010年6月、すかいらーくのアイドルユニット『SKL39』に参加。
2011年夏頃より芸能事務所シャイニングウィルに所属。同年11月に結成された『怪傑!トロピカル丸』として活動。2013年3月、怪傑!トロピカルが2チーム体制となり、純情!トロピカル丸に所属、キャプテンに就任。同年10月、青春!トロピカル丸に移動。
2012年3月、日テレジェニック2012にエントリーするが、2週で脱落。
2015年1月、青春!トロピカル丸が活動休止。シャイニングウィルとの契約を解除し、フリーランスとなる。この頃より『山口めろん』に改名。
2015年11月、初のエッセイ本『アイドルだって人間だもん！』を著筆。出版に先駆け、同年開催のアイドルライブ「スポーツ・オブ・ハート」にて単身でゲリラアンケートを実施していた。発売記念のイベントは同年12月、書泉ブックタワーで行われた。
2015年12月、『NEWSな女子会TV』出演をきっかけに、三枝プランニング所属となる。
2016年1月、『姫ラジ』に出演、以降レギュラーとしてパーソナリティーを務める。その後も東京ケーブルネットワーク『あらぶんちょ!』など、ネット配信番組にもスポット出演。
2016年2月、著書の宣伝も兼ねて原宿でメロン布教活動を始める。
2016年6月、全国メロンサミットHOKOTA2016に念願のメロン大使として参加。同年10月、茨城県結城郡八千代町の観光大使に任命される。また、高円寺フェス2016『ゆるキャラまつり』にゆるキャラとして参加。ゆるキャラプロレスであられもない姿を披露する。
2017年1月、芸能界特技王決定戦 TEPPEN（フジテレビジョン）「ピアノ部門」決勝戦で準優勝。東京ケーブルネットワーク『あらぶんちょ!ぷらす』からレギュラー出演。
2018年1月、芸能界特技王決定戦 TEPPEN「ピアノ部門」で優勝。
2018年8月、自身の著書を原案にした舞台『アイドルだって人間だもん！』の公演が決定。8月中旬よりオーディション公募、9月26日公演スタート。自身は初日と千秋楽のみ登壇の予定が、前後のスケジュールが飛んだために毎日登壇していた。
2019年6月、舞台『アイドルだって人間だもん!』再演。
2019年12月7日、三枝プランニングとの契約を解除。
2020年1月より松竹芸能に所属。2022年3月15日、『踊る!さんま御殿!!』出演し、踊るヒット賞獲得。
2024年4月13日、自身のXにて漫画家大石浩二との結婚を報告。

## 人物
- 2024年時点でピアノ歴27年といわれている[14]。絶対音感の持ち主だが、音痴という致命的な弱点を持っている（大学在籍時に教師から出身校を出すなと言われたほど）[15]。自宅で弾き語りを練習していた時、隣人に自分の歌を笑われていると気付いてからは、逆に弱点を活かしてハッシュタグ「#隣人が壁越しに聴こえる私の歌を笑ってくる」を使い、その様子を録画したネタ動画をアップするようになる[16]。
- 学生時代からメロン好きを公言。アイドル時代にはメロン王国のお姫様と言う設定で、δ（デルタ）をメロンに見立ててツイートやブログで頻繁に使用していた[17]。
- アイドル時代、ハリネズミのコジコジを飼っていた[18]。飼料のミールワーム購入が困難な時は、夜中に近所の公園でダンゴムシやコオロギを捕まえて与えていた[17]。

## 出演

### テレビ
- お願い!ランキング（2010年、テレビ朝日）
- つんつべ♂（2011年、TOKYO MX）
- アイドルの穴〜日テレジェニックを探せ!〜（2012年、日本テレビ）
- 全力坂（2014年、テレビ朝日）
- あらぶんちょ!（2016年、東京ケーブルネットワーク）
- BOOKSTAND TV 「ニッポンお仕事図鑑 〜匠の仕事場〜」コーナー（2016年、BS12）
- これが私の母ちゃんです!街行く気になる人の母ちゃんをアポなし訪問（2016年、テレビ東京）
- デビュたん（2016年、テレビ東京）
- 芸能界特技王決定戦 TEPPEN（2016年、フジテレビ）
- モデルプレスナイト（2016年、Kawaiian for ひかりTV 4K）
- えりぬきアイドルがその場で調べるニュースの結論（略して）バラ売り（2016年、Kawaiian TV） - 初出演以降20回以上出演
- 芸能界特技王決定戦 TEPPEN（2017年、フジテレビ）
- 『ぷっ』すま（2017年、テレビ朝日）
- あらびき団夏祭り2017：復活スペシャル第2弾（2017年、TBSテレビ）
- 待機！無理スカポリス（2017年、Kawaiian TV テレビ埼玉）
- 深夜に発見！ 新shock感 〜一度おためしください〜（2017年、テレビ東京）
- アイドルNO編集ぶらり旅 そのまんま流（2017年3月25日・4月1日・4月8日・4月15日、Kawaiian for ひかりTV 4K） - ゲスト出演
- 芸能界特技王決定戦 TEPPEN（2018年、フジテレビ）
- 深夜に発見! 新shock感 〜一度おためしください〜（2018年、テレビ東京）
- 有吉反省会（2018年、日本テレビ）
- 恋するクラシック（2018年4月23日・5月14日・7月2日・10月1日・12月10日・12月24日 BS日テレ）
- お願い!ランキング（2018年、テレビ朝日）
- ナカイの窓（2018年、日本テレビ）
- 恋するクラシック（2019年1月14日・2月25日・3月25日、BS日テレ）
- 超逆境クイズバトル!! 99人の壁（2019年、フジテレビ）
- 田村淳の地上波ではダメ!絶対!（2019年7月4日、BSスカパー!） - クイズ！私の咀嚼音！※ゲスト解答者
- 激レアさんを連れてきた。（2021年4月5日、テレビ朝日）
- 草彅やすともの うさぎvsかめ（2021年10月24日、読売テレビ）[19]

- 踊る！さんま御殿!!（2022年3月15日、日本テレビ）
- 再現できたら100万円！！THE神業チャレンジ(2022年3月25日、TBS）[20]
- ギャルいかがですか？(2022年3月28日、フジテレビ）[21]
- 相席食堂　ロケスター発掘！青田買いSP 2022（2022年8月16日、朝日放送）
- ラヴィット!（2022年9月5日、TBS）
- 晴の輔・めろんのかなフィルふぃ～る（2024年6月22日・10月19日・11月23日・12月21日・2025年5月24日・6月14日、テレビ神奈川）

### 映画
- 実写映画 マリア様がみてる（2010年、ジョリー・ロジャー） - 生徒 役
- 幸運の壺 Good Fortune（2012年2月、よしもとクリエイティブ・エージェンシー） - 女子高生役エキストラ 役
- カマトト（2014年、キャンター） - のり子 役
- 実写映画版破裏拳ポリマー（2017年）

### ラジオ
- 大竹まことのゴールデンラジオ（2016年01月27日　文化放送）
- 山口めろんのアイドルだって人間だもん!（2015年12月7日 - 28日、ラジオ日本）
- Emotional Beat 姫ラジ（2016年1月 - 、レインボータウンFM）
- SUNDAY FLICKERS（2016年8月21日、JFN）
- ミューコミ＋プラス（2016年10月19日、2016年12月26日、2017年11月7日　ニッポン放送）
- おどろき戦隊 モモノキファイブ（2017年7月19日、ラジオ関西）
- SUNDAY FLICKERS（2017年10月22日、JFN）【一之輔のそこが知りたい】コーナー
- OH! HAPPY MORNING（2018年1月1日、JFN）
- たまむすび（2021年2月15日、TBSラジオ）
- ストリーマーユニバース（2022年 - 、市川うららFM）アシスタントMC
- こねくと（2023年12月25日、TBSラジオ）

### WEB
- GURIGURIくりぃむon YouTube（2013年09月）
- 一番星の頑張れ！ヤッチーズ！！（2016年）
- えりぬきアイドルがその場で調べるニュースの結論（略して）バラ売り（2016年9月24日、Kawaiian TV）
- 「ぶるぺん」（2016年10月、GYAO!）
- 「佐藤あずさの奉納！さとあず神社！」（2016年11月 ニコジョッキー）
- 矢口真里の火曜The NIGHT（2021年7月21日、2022年5月11日[22]、ABEMA）

### 雑誌
- ヤングアニマル嵐（2012年01月01日号 白泉社）
- ヤングアニマル嵐（2012年02月01日号 白泉社）
- 『B.L.T.』インタビュー掲載（2015年09月 東京ニュース通信社）
- 『月間B.L.T.』吉田豪トーク連載「ぶらり豪」（2016年01月号 東京ニュース通信社）
- 『デジタルカメラマガジン』（2016年02月号 株式会社インプレス）
- 『ザテレビジョン』（2016年07月22日号 KADOKAWA）
- 『週刊プレイボーイ』（2017年12月18日号 集英社）

### MV
- Spooky「誰かにとっての」(2013年)

## 著作

### エッセイ
- 『アイドルだって人間だもん!』（2015年11月30日・創芸社）

### 電子書籍
- 『めろん劇場 (スマートブックス) Kindle版』（2017年5月12日・株式会社CLAP）

### 教則本
- 『めろんと一緒にピアノをはじめろん』（2019年2月9日・シンコーミュージック）

## 音楽
- まるまるアニマルズ（作詞・作曲 山口めろん）
- めろんちゃんのテーマ （作詞・作曲 山口めろん）

### シングル
- 「めろんちゃんのテーマ / どんぐりころころ」（2021年11月3日、doles U ）

7インチレコードも同時発売。ディスクユニオンのオリジナル特典として、レコードとCDを同時購入で「『めろんちゃんのテーマ』正解メロディCD-R」付き。
- 「君にメロン / クリスマス・イブ」（2022年11月2日、doles U）

## 舞台『アイドルだって人間だもん！』

### 概要
自身の著書『アイドルだって人間だもん！』を原案とし、ライブ風の歌唱を採り入れたコメディータッチの演劇。
2018年9月26日～10月1日、A-Garageにて公演。キャストは3チームで編成され、それぞれ5回の公演を務めた。上演時間は約70分。

### あらすじ
とあるカフェバーで、カクテルをコンセプトにした地下アイドル「エンジェルキッス」のオフ会が開催される。メンバーより少ないファンで粛々とカラオケ大会が行われる中、サラリーマンが貸し切りと知らずに訪れる。
雨宿りの間だけのはずが、いつの間に酩酊状態になったサラリーマンが、険悪になったオフ会を見かねて悪態をつきはじめる。

### キャスト
メロン
演 - 繭井遥（A班）　畠中真優花（B班）　金子美紗（C班）
主人公。メタキャラ的存在。元アイドルのツテでカフェバーやライブハウスのバイトを梯子している。
ミキ
演 - 伊東みおな（A班）　繭井遥（B班）　金野美穂（C班）
エンジェルキッスのリーダーでオレンジ担当。
担当カクテルはテキーラサンライズで、口上は「オレンジはあなたの太陽」。
チヒロ
演 - 下村碧（A班）　笠貫莉子（B班）　徒然みおれ（C班）
エンジェルキッスの赤担当。
女王様キャラだが本当は虫も殺せない性格。
ココロ
演 - 水川華奈（A班）　流星ひかる（B班）　羽田えりか（C班）
エンジェルキッスの黄担当。
カオル
演 - 佐倉唯菜（A班）　治はじめ（B班）　百千もね（C班）
エンジェルキッスのブラウン担当。
リョウ
演 - 福山奈央（A・B班）　立花ゆかり（C班）
エンジェルキッスの青担当。

### スタッフ
- 脚本・演出 - 栗本有美子
- 音響・照明 - 益田結以
- 制作協力 - 三枝プランニング・劇団空間演人